# Guillermina Valdés
María Guillermina Valdés (Necochea, provincia de Buenos Aires, 5 de julio de 1977) es una actriz, diseñadora de moda y modelo argentina. Alcanzó la fama como modelo en la década de los noventa, desfilando en las principales pasarelas de moda a nivel nacional e internacional. Tiempo después, realizó efímeras apariciones como actriz en telenovelas y series de televisión. Y más tarde, lanzó su propia línea de zapatos y cosméticos.

## Biografía
María Guillermina Valdés nació el 5 de julio de 1977 en Necochea, Buenos Aires (Argentina). Es la primera hija de Alejandro Valdés, veterinario fallecido en 2004 y Sandra Calzada, quien dio a luz a Valdés cuando tenía 16 años. Tiene una hermana nueve años menor llamada Lucía, quien trabaja como abogada. En 1995, después de finalizar el colegio secundario, Valdés se trasladó a la ciudad de Tandil para estudiar la carrera de Ciencias Veterinarias, sin embargo, abandonó sus estudios y regresó a Necochea, donde se puso a trabajar en la veterinaria de su padre como bañadora de perros. Poco después, en 1996, se presentó en un concurso de modelos en Villa Gesell, del cual quedó seleccionada y en su primer desfile captó la atención del representante Pancho Dotto, quien la invitó a formar parte de su agencia y se mudó a la Ciudad Autónoma de Buenos Aires para desarrollar su carrera como modelo.

## Carrera profesional
En 1997, tras ganar su contrato con Dotto Models, Valdés con 19 años realizó su debut como modelo profesional, desfilando en las pasarelas de moda en Miami y Nueva York. En Argentina, participó de los desfiles del estilista Roberto Giordano, pasando por las pasarelas de Mar del Plata y Buenos Aires, como así también en Punta del Este, Uruguay. A partir de esto, Guillermina adquirió visibilidad y obtuvo su primer trabajo en televisión, donde se desempeñó como conductora del programa educativo infantil El libro gordo de Petete emitido por las noches en Telefe a fines de los noventa y a comienzos de los 2000.
En 2001, realizó una aparición especial debutando como actriz en el programa humorístico Poné a Francella, donde interpretó a Angie, una de las amigas de July (Julieta Prandi), que también siente una atracción por Arturo (Guillermo Francella). Luego de esto, Valdés decidió retirarse temporalmente de su naciente carrera como actriz para dedicarse a la crianza de su primer hijo. En 2003, regresó a la actuación con un papel en la telenovela Costumbres argentinas de Telefe, en la cual interpretó a Verónica Mazza, la profesora de matemáticas del colegio.
Luego, Valdés decidió poner nuevamente en pausa su carrera para dedicarse a su familia, sin embargo, en 2005 comenzó a tomar clases de teatro con Julio Chávez durante tres años, en los cuales también asistió a cursos y seminarios. Aunque no fue hasta en 2010, cuando Guillermina logró obtener su primer papel notable en la telenovela Botineras televisada por Telefe, donde interpretó a Liliana "Lili" Aramburu, la esposa del futbolista Manuel Riveiro (Christian Sancho). En 2011, se incorporó al elenco principal de la serie web Las elecciones que se estrenó en Clarín.com y donde personificó a Shandi, una profesora de patín. Poco después, apareció en un episodio de la serie antológica Historias de la primera vez en el papel de Emilia, compañera de trabajo de Manuel (Rafael Ferro).
Su siguiente papel fue en la obra teatral Sexo con extraños, en la cual interpretó a Olivia Lake y compartió protagónico con Gastón Soffritti en el teatro Metropolitan Sura, donde se estrenó el 9 de abril de 2015. Ese mismo año, Guillermina realizó su debut cinematográfico en la comedia Tokio dirigida por Maximiliano Gutiérrez, donde jugó el papel de Julieta Kauffmann, y compartió cartel con Luis Brandoni y Graciela Borges. En 2016, Valdés apareció en la película El hilo rojo dirigida por Daniela Goggi, en la cual dio vida a Laura, la esposa de Manuel (Benjamín Vicuña).
En 2017, Guillermina protagonizó la obra de teatro Invencible junto a Carlos Portaluppi, Héctor Díaz y Valeria Lois en el Multiteatro Comafi, donde interpretó a Laura, siendo dirigida por Daniel Veronese. En 2019, se incorporó como jurado en reemplazo en el concurso de canto Genios de la Argentina emitido dentro del programa Showmatch. En 2021, tras realizar varios reemplazos, se sumó oficialmente como jurado del controvertido reality show Showmatch, la academia. En 2022, se conoció que Valdés era uno de los personajes participantes del programa ¿Quién es la máscara?, donde se escondía detrás del disfraz de Oli, el pez globo.

## Carrera empresarial
A mediados del 2013, Guillermina incursionó como empresaria de la moda y se asoció con el diseñador Fabián Paz para lanzar la marca Valdéz, dedicada a la venta de zapatos artesanales, que con el tiempo se convirtió en uno de los productos más vendidos en Argentina. Sin embargo, en abril del 2021 se produjo la salida de Paz de la empresa y con ello Valdés al poco tiempo decidió cerrar la marca para dedicarse a otro proyecto.
En 2019, Valdés desarrolló la línea de cosméticos GUIV, que fue descripta como «una línea natural y cruelty free para el cuidado de la piel». En 2021, la revista Forbes Argentina informó que la marca logró incrementar sus ventas un 55% durante la pandemia, lo que le permitió posicionarse como uno de los mejores productos comercializados en Argentina. En una entrevista, Guillermina reveló que dona un porcentaje de sus ganancias a la Fundación Cadena para la defensa y preservación de los derechos de niños y adolescentes en situación de vulnerabilidad socio-educativa.

## Vida personal
En 1998 inició una relación sentimental con el productor de televisión Sebastián Ortega, con quien se casó en 2009. Juntos tuvieron tres hijos: Dante, nacido en 2001, Paloma, nacida en 2002, y Helena, nacida en 2005. El matrimonio se divorció en 2011.
Entre 2012 y 2022 estuvo en pareja con el presentador y productor de televisión Marcelo Tinelli, con quien tuvo un hijo, Lorenzo, nacido en 2014.

## Filmografía

### Cine
| Año  | Título       | Papel             | Notas |
| ---- | ------------ | ----------------- | ----- |
| 2015 | Tokio        | Julieta Kauffmann |       |
| 2016 | El hilo rojo | Laura             |       |

### Televisión
| Año       | Título                            | Papel                   | Notas                                    |
| --------- | --------------------------------- | ----------------------- | ---------------------------------------- |
| 1999-2000 | El libro gordo de petete          | Conductora              |                                          |
| 2001      | Poné a Francella                  | Angie                   |                                          |
| 2003      | Costumbres argentinas             | Verónica Mazza          |                                          |
| 2010      | Botineras                         | Liliana "Lili" Aramburu |                                          |
| 2011      | Las elecciones                    | Shandi                  |                                          |
| 2011      | Historias de la primera vez       | Emilia                  | Episodio: «La primera vez con un hombre» |
| 2019      | Showmatch: Genios de la Argentina | Jurado                  |                                          |
| 2021      | Showmatch, la academia            | Jurado                  |                                          |
| 2022      | ¿Quién es la máscara?             | Participante            | 20.ª desenmascarada                      |

### Web
| Año  | Título | Papel      | Plataforma  |
| ---- | ------ | ---------- | ----------- |
| 2023 | 911    | Conductora | Loft Stream |

## Teatro

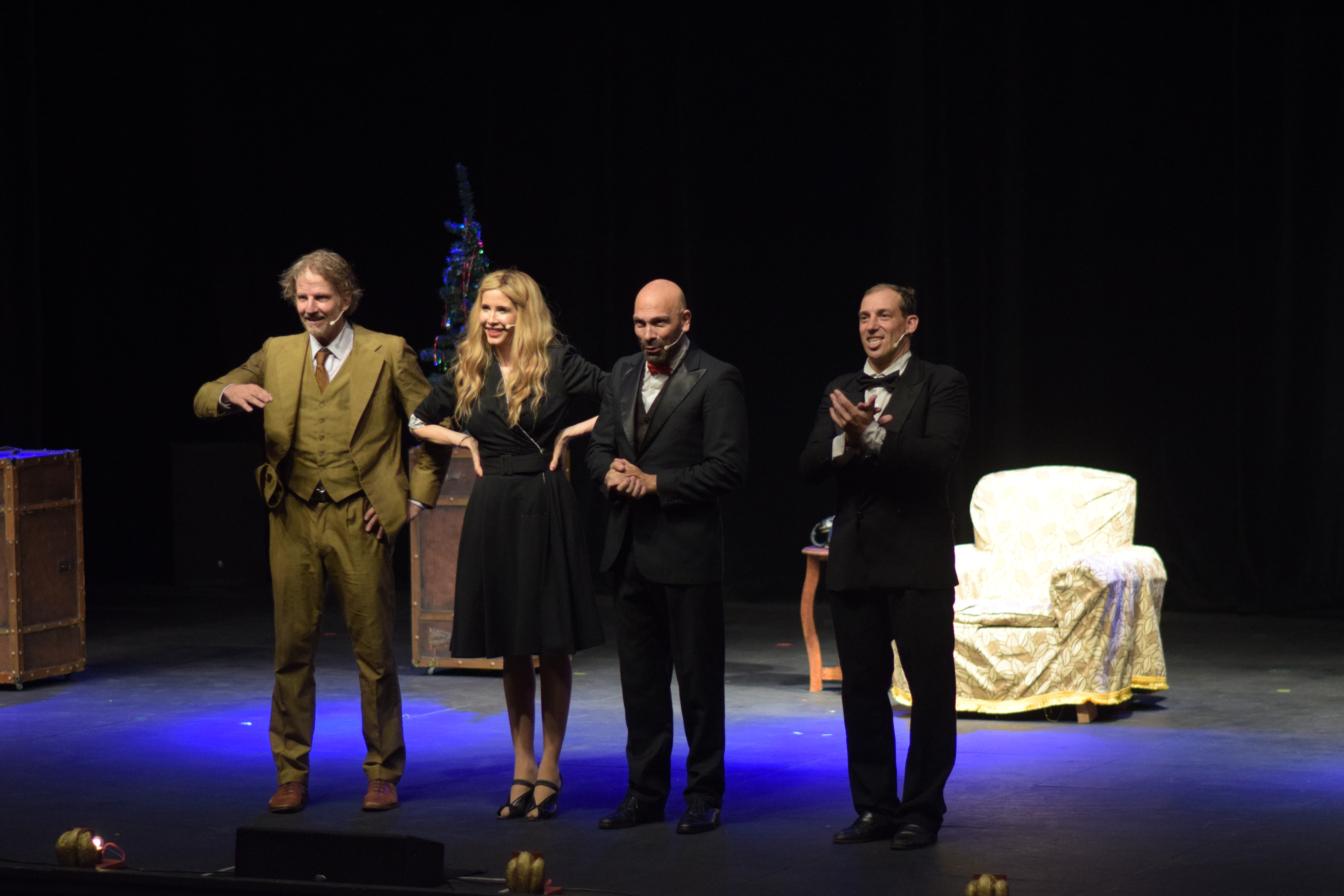
Guillermina Valdés en Los 39 escalones en Mar del Plata

| Año  | Título            | Papel           | Lugar                    |
| ---- | ----------------- | --------------- | ------------------------ |
| 2015 | Sexo con extraños | Olivia Lake     | Teatro Metropolitan Sura |
| 2017 | Invencible        | Laura           | Multiteatro Comafi       |
| 2023 | Los 39 escalones  | Annabella Smith | Teatro Tronador          |

## Premios y nominaciones
| Año  | Organización                     | Categoría                          | Trabajo                | Resultado | Ref(s) |
| ---- | -------------------------------- | ---------------------------------- | ---------------------- | --------- | ------ |
| 2013 | Premios Los Más Clickeados       | Famosos con más rating en internet | Ella misma             | Ganadora  | [ 44 ] |
| 2019 | Premios Martín Fierro de la Moda | Mejor look – Alfombra roja         | Ella misma             | Nominada  | [ 45 ] |
| 2021 | Premios Los Más Clickeados       | Famosos con más rating en internet | Ella misma             | Ganadora  | [ 46 ] |
| 2021 | Premios Martín Fierro            | Mejor jurado de televisión         | Showmatch, la academia | Nominada  | [ 47 ] |
| 2023 | Premios Estrella de Mar          | Revelación                         | Los 39 escalones       | Nominada  | [ 48 ] |